# Cylicostephanus minutus
Cylicostephanus minutus är en rundmaskart som först beskrevs av Yorke och Macfie 1918.  Cylicostephanus minutus ingår i släktet Cylicostephanus och familjen Strongylidae. Inga underarter finns listade i Catalogue of Life.